# Hassiane Ettoual
Ne doit pas être confondu avec El Hassiane.
Hassiane Ettoual, Hassiane E'Toual ((ar) حاسيان الطوال, Hassiyān at-twāl), est un village algérien de la wilaya d'Oran, anciennement appelé Fleurus,.

## Toponymie
Le nom du village vient de l'arabe algérien « حاسيْان », Hassiane pluriel de Hassi (puits) et « ألطوْال » (les grands). Le nom pouvant signifier « Les grands puits ». De fait le témoignage de Gustave Rabisse, un colon français arrivant sur le site en novembre 1848, relate ceci : 

« C'était un endroit où il y avait cinq ou dix anciens puits arabes élargis par les éboulements
quelques uns sans eau, d'autres en ayant un peu, mais remplis d'animaux tel que crapauds,
serpents, et une couche épaisse de sales bêtes noires à carapace… Un de ces puits avait été réparé, curé, et avait de l'eau assez profonde, fraîche, mais légèrement saumâtre ! Sur ce puits on y avait installé ce qu'on appelle en Algérie une noria. C'est une roue à engrenage sur laquelle est posé une chaîne double, soutenant de distance en
distance des godets… La chaîne étant sans fin, est actionnée par le tirage d'un cheval, ou d'un mulet faisant manège sur un tertre élevé, afin que les eaux montent par les godets et se puissent déversées de haut pour
descendre dans des bassins ou réservoirs. Un bassin étroit mais en longueur était construit à cet endroit pour y faire boire tous les animaux. »

… Une note de bas de page, concernant ce texte, précise : « Ce puits adopté par l'armée pour la colonie, et ses (puits) voisins, sont l'origine de l’appellation ancienne et actuelle du lieu, Hassiane Ettoual (puits longs) ».

## Géographie
| Hassi Ben Okba                  |                               | Gdyel (ex Saint-Cloud)                           |
| Hassi Bounif Oran               | Hassiane Ettoual (ex Fleurus) | Bir El Djir (ex Arcole)                          |
| Sidi Chami El Braya (ex Mangin) |                               | Ben Freha (ex Legrand) Boufatis (ex Saint-Louis) |

## Sports
La ville accueille un club de football, JS Hassiane Toual , fondé sous le nom Sporting Club Fleurusien en 1906.